# Gleditsia sinensis
Gleditsia sinensis är en ärtväxtart som beskrevs av Jean-Baptiste de Lamarck. Gleditsia sinensis ingår i släktet Gleditsia och familjen ärtväxter. Inga underarter finns listade i Catalogue of Life.

## Bildgalleri

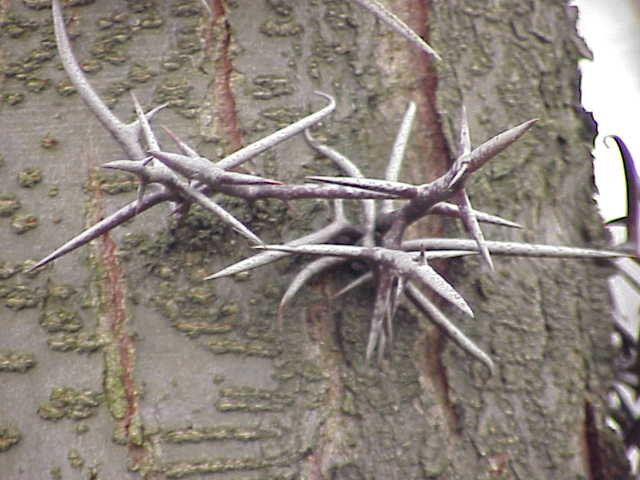
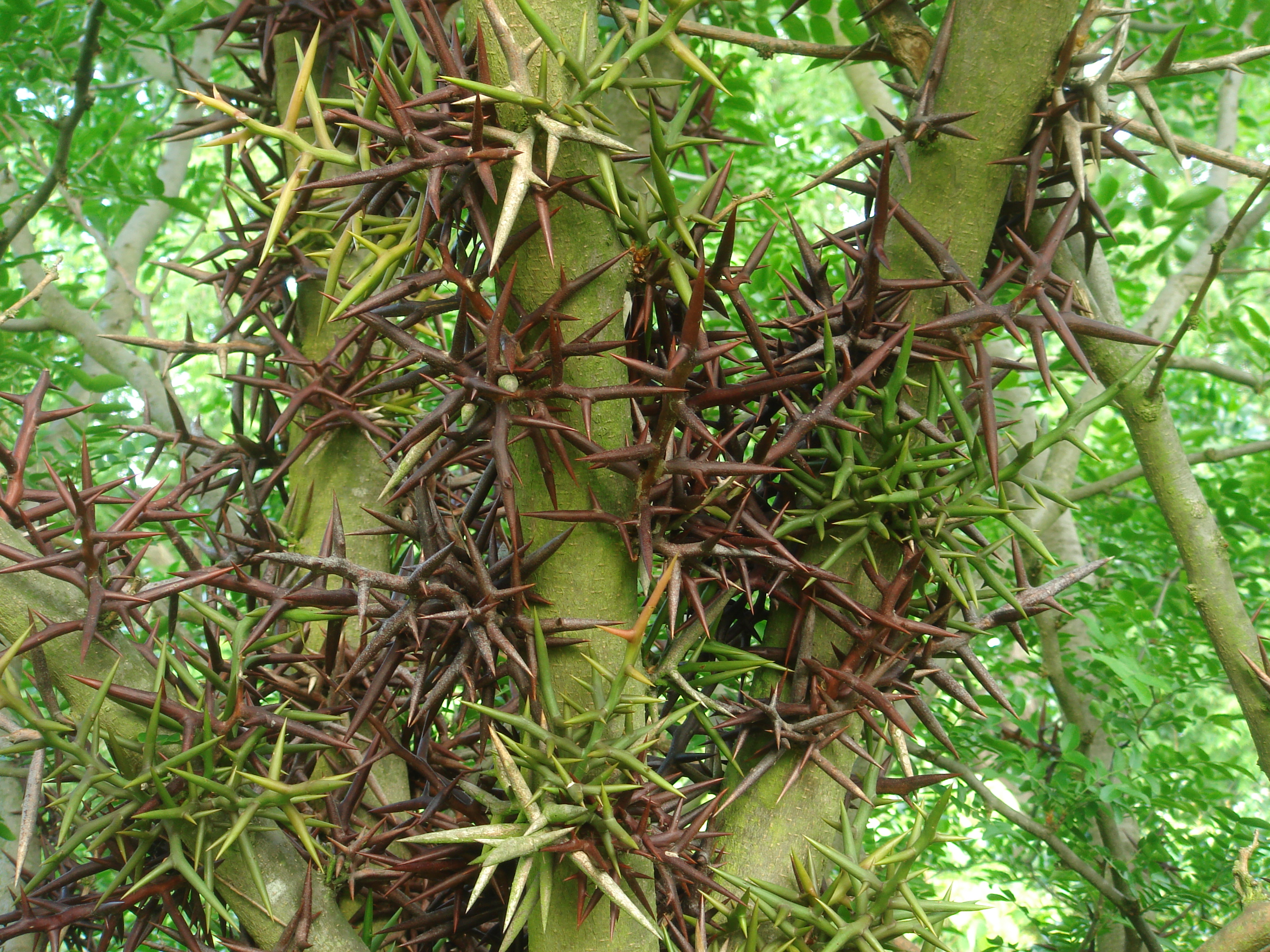
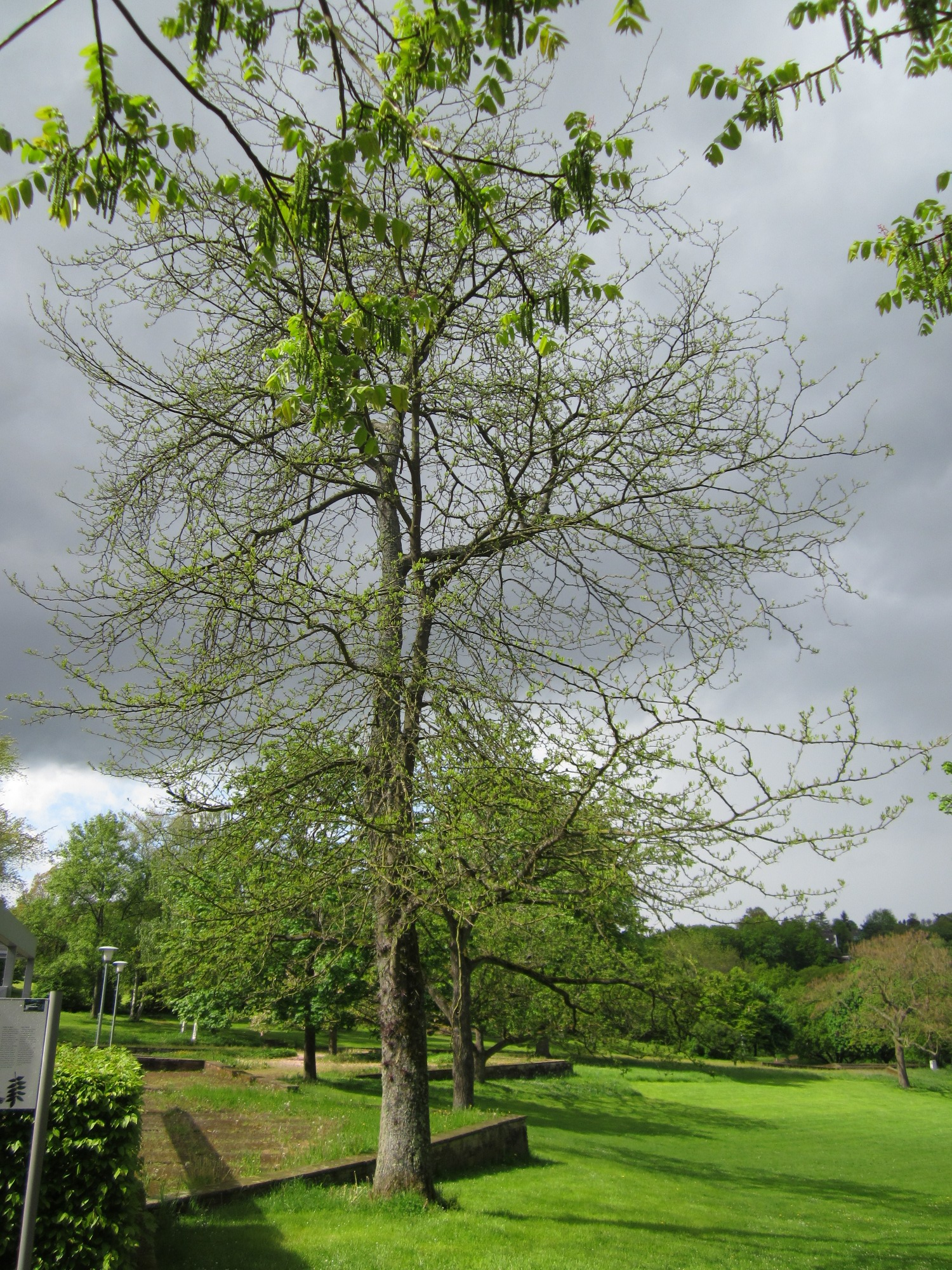
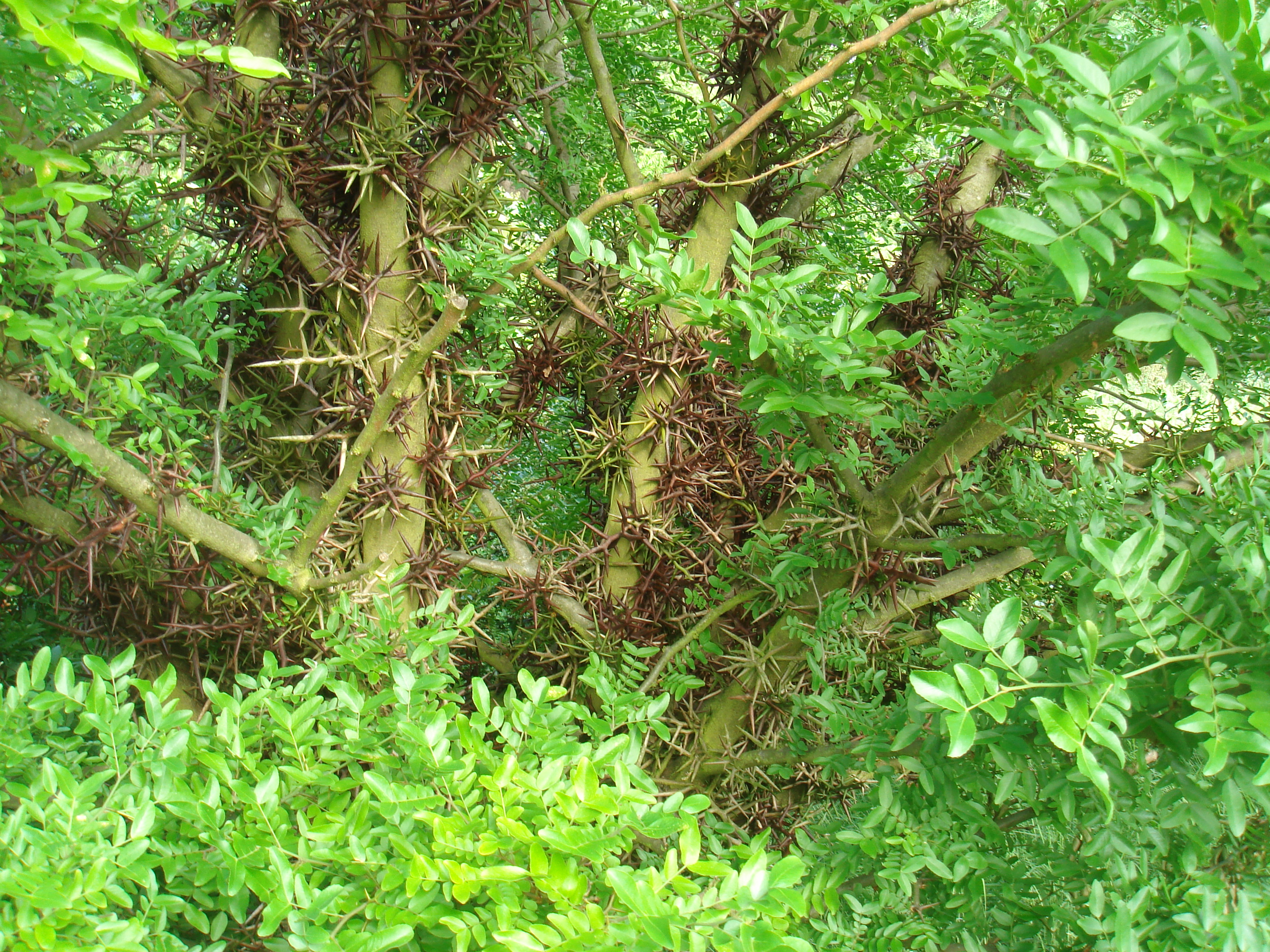
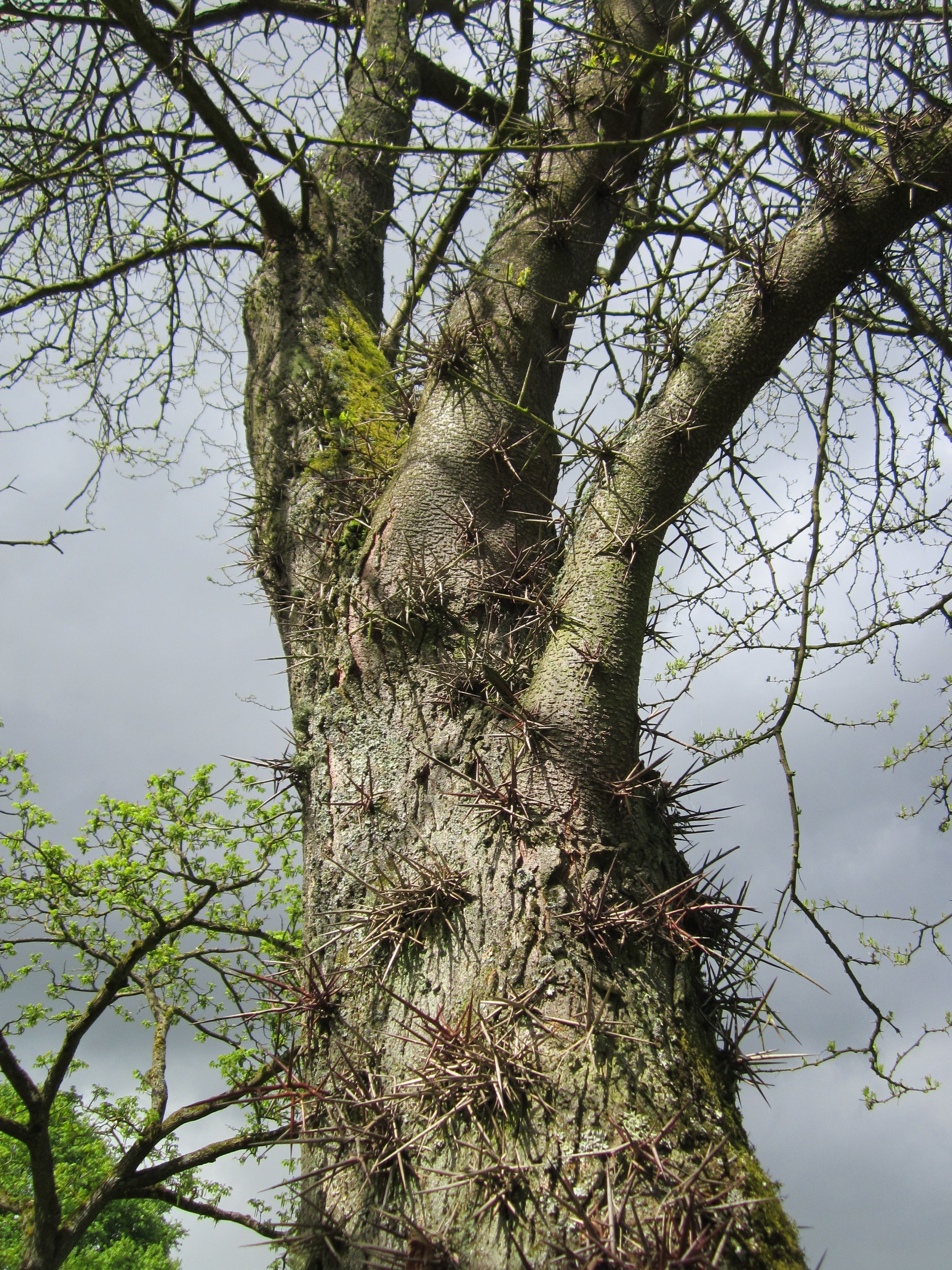